# Isoperla submontana
Isoperla submontana är en bäcksländeart som beskrevs av Raušer 1965. Isoperla submontana ingår i släktet Isoperla och familjen rovbäcksländor. Inga underarter finns listade i Catalogue of Life.